# Kurt Schöbel
Ernst Kurt Schöbel (ur. 31 października 1896 w Thallwitz, zm. 27 grudnia 1966 w Oldenburgu) – niemiecki strzelec, olimpijczyk i medalista mistrzostw świata.
Wystąpił jako reprezentant RFN na Letnich Igrzyskach Olimpijskich 1952 w trapie, w którym uplasował się na 23. miejscu.
Podczas swojej kariery Kurt Schöbel przynajmniej pięciokrotnie zdobył medale na mistrzostwach świata w strzelaniu do rzutków. Trzykrotnie był indywidualnym brązowym medalistą w trapie (1930, 1934, 1936), a w drużynie dwukrotnie zdobył wicemistrzostwo (1934, 1937). W 1930 roku był mistrzem świata w nieoficjalnych zawodach drużynowych. Na mistrzostwach Europy wygrał indywidualnie dwa razy w trapie (1934, 1939), a w drużynie raz (1939). Był także indywidualnym wicemistrzem w 1936 roku. Zawody te nie są jednak uważane za oficjalne przez Międzynarodową Federację Strzelectwa Sportowego.
Był związany z Oldenburgiem (członek tamtejszego klubu Oldenburger Wurftaubenclub) i Lipskiem. W 1942 roku został mistrzem Niemiec w strzelaniu do rzutków (jako członek Luftwaffe). Za osiągnięcia sportowe Niemiecki Związek Strzelectwa Sportowego przyznał Schöbelowi Złoty Medal Honorowy (1958).

## Wyniki

### Igrzyska olimpijskie
| Igrzyska      | Konkurencja | Wynik            | Miejsce | Źródło |
| ------------- | ----------- | ---------------- | ------- | ------ |
| Helsinki 1952 | Trap        | 175 pkt. (86–89) | 23      | [ 9 ]  |

### Medale mistrzostw świata
Opracowano na podstawie materiałów źródłowych:
| Mistrzostwa    | Konkurencja     | Wynik                             | Miejsce |
| -------------- | --------------- | --------------------------------- | ------- |
| Rzym 1930      | Trap            | 90 pkt.                           |         |
| Budapeszt 1934 | Trap            | 279 pkt.                          |         |
| Budapeszt 1934 | Trap, drużynowo | 1060 pkt. (druż.) 279 pkt. (ind.) |         |
| Berlin 1936    | Trap            | 270 pkt.                          |         |
| Helsinki 1937  | Trap, drużynowo | 1121 pkt. (druż.)                 |         |